# قلنسوة (تشريح)

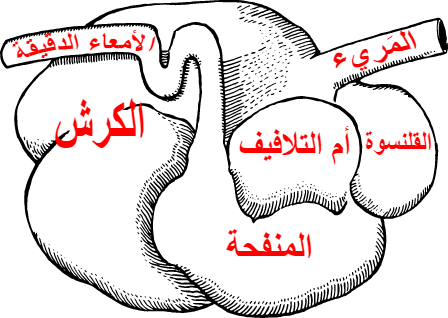
الجهاز الهضمي لدى المجترات

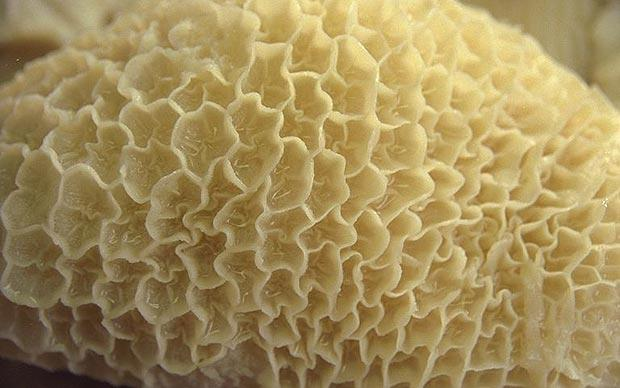
قلنسوة

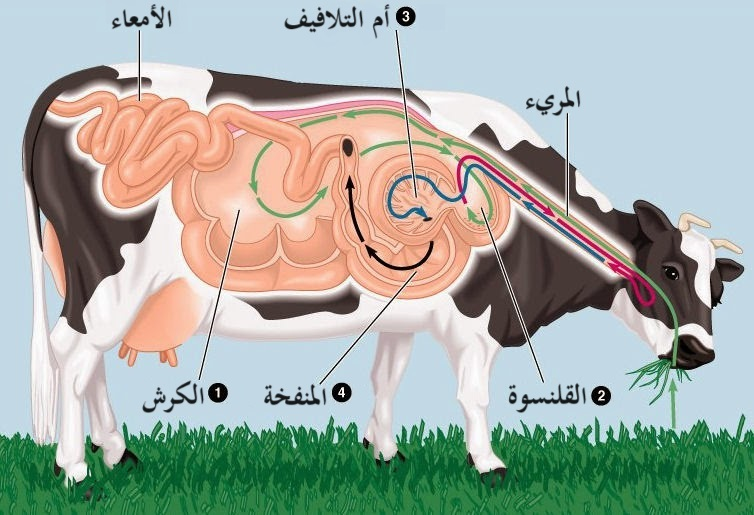
رسمٌ بياني يوضح اجترار البقر

القلنسوة أو الشبكة أو الشبيكة (بالإنجليزية: Reticulum or bonnet or kings-hood)‏ هو ثاني جزء من معدة الحيوان المجتر، يقع الكرش في قاعدة المريء ويشكل مع القلنسوة 84٪ من حجم المعدة الكلي.
يستقر في القلنسوة الأعلاف الثقيلة أو الكثيفة والأجسام الغريبة وهي موقع داء ابتلاع العتاد في الماشية وبسبب القرب من القلب، قد يكون هذا المرض مهددًا للحياة.